# Boricha
Boricha est un woreda de la région Sidama, en Éthiopie. Avant sa régionalisation en 2020, la zone Sidama faisait partie de la région des nations, nationalités et peuples du Sud. Situé dans la vallée du Grand Rift, Boricha est bordé au sud par Loko Abaya, à l'ouest par la zone Wolayita, au nord-ouest par la région Oromia, au nord-est par Awasa Zuria, à l'est par Shebedino et au sud-est par Dale. Boricha s'est détaché du woreda Shebedino avant le recensement national de 2007.

## Données démographiques
D'après le recensement de 2007 mené par l'agence centrale de statistique, ce woreda a une population totale de 250 260 habitants dont 10 402 citadins, soit 4 % de sa population. Environ 78 % des habitants sont protestants, 9 % sont catholiques, 8 % sont musulmans, 2 % sont de religions traditionnelles africaines et 1 % sont orthodoxes.
En 2022, la population du woreda est estimée sur le même périmètre à 339 933 personnes avec une densité de population de 578 personnes par km2 et 588 km2 de superficie,.
Une carte récente montre cependant une nouvelle subdivision à l'intérieur du woreda.[réf. à confirmer]

## Agglomérations
Yirba qui a 4 156 habitants en 2007 est la principale agglomération recensée dans le woreda Boricha. Elle est suivie par Bolela avec 3 718 habitants et Darara avec 2 528 habitants à la même date.
Yirba, ou Irba, se trouve une vingtaine de kilomètres au sud-ouest d'Hawassa à vol d'oiseau sur la route en direction de Wolayta Sodo.
Bolela qui se trouve 18 km plus loin sur la même route peut aussi s'appeler Balela, Bela ou d'autres formes de ce nom.
Darara, située une quinzaine de kilomètres au sud d'Yirba, porterait aussi le nom de Gado.